# Cronos Airlines
Cronos Airlines es una aerolínea con base en Malabo, Guinea Ecuatorial. Su principal base de operaciones es el Aeropuerto Internacional de Malabo. Figura en la lista negra de compañías aéreas de la Unión Europea.

## Historia
Cronos Air fue fundada en 2007 por su director general Andreas Kaïafas. Inicialmente operaba desde de Malabo en vuelos domésticos a Mengomeyén y Bata, pero posteriormente ha ampliado sus destinos a África Central.

## Destinos
En septiembre de 2024, Cronos Airlines ofrece vuelos regulares a los siguientes destinos: 
| Países            | Destinos      | Aeropuertos                               |
| ----------------- | ------------- | ----------------------------------------- |
| Benín             | Cotonú        | Aeropuerto de Cotonú-Cadjehoun            |
| Camerún           | Duala         | Aeropuerto Internacional de Duala         |
| Guinea Ecuatorial | Bata          | Aeropuerto de Bata                        |
| Guinea Ecuatorial | Malabo        | Aeropuerto de Malabo-Santa Isabel (HUB)   |
| Nigeria           | Port Harcourt | Aeropuerto Internacional de Port Harcourt |

## Flota
La flota de Cronos Airlines incluye las siguientes aeronaves:
| Aeronaves                 | En servicio | Pedidos | Pasajeros (clase única)                                 | Matrículas                                              | Antigüedad                                              | Notas                                                   |
| ------------------------- | ----------- | ------- | ------------------------------------------------------- | ------------------------------------------------------- | ------------------------------------------------------- | ------------------------------------------------------- |
| British Aerospace 146-300 | 1           | —       | 92                                                      | ZS-SOP                                                  | 33,8 años                                               |                                                         |
| Embraer ERJ-135           | 2           | —       | 37                                                      | TJ-KMK                                                  | 24,2 años                                               | Sirven en Cronos Airlines Benín                         |
| Embraer ERJ-135           | 2           | —       | 37                                                      | TJ-AKK                                                  | 24,1 años                                               | Sirven en Cronos Airlines Benín                         |
| Embraer ERJ-145           | 2           | —       | 50                                                      | 3C-MAC                                                  | 24,5 años                                               |                                                         |
| Embraer ERJ-145           | 2           | —       | 50                                                      | TJ-KMM                                                  | 24,1 años                                               |                                                         |
| Embraer ERJ-175           | 1           | —       | 88                                                      | 3C-AAL                                                  | 11,7 años                                               |                                                         |
| Total                     | 6           | —       | Edad media de la flota (septiembre de 2024): 23,7 años. | Edad media de la flota (septiembre de 2024): 23,7 años. | Edad media de la flota (septiembre de 2024): 23,7 años. | Edad media de la flota (septiembre de 2024): 23,7 años. |

### Flota histórica
| Aeronaves                 | Total | Introducido | Retirado | Matrículas      |
| ------------------------- | ----- | ----------- | -------- | --------------- |
| Airbus A319               | 1     | 2016        | 2017     | SX-BHN          |
| Airbus A320-200           | 2     | 2013        | 2014     | YL-LCK y YL-LCL |
| Boeing 737-400            | 1     | 2014        | 2014     | EC-LTC          |
| British Aerospace 146-200 | 2     | 2010        | 2016     | 3C-AKK y ZS-SOV |
| Embraer EMB-120 Brasilia  | 1     | 2009        | 2010     | ZS-OTD          |
| Embraer ERJ-135           | 2     | 2015        | 2022     | ZS-AKK y ZS-KMK |